# Símbols d'Atzeneta del Maestrat
L'escut i la bandera d'Atzeneta del Maestrat són els símbols representatius d'Atzeneta del Maestrat, municipi del País Valencià, a la comarca de l'Alt Maestrat.

## Escut heràldic
L'escut oficial d'Atzeneta del Maestrat té el següent blasonament:
| « | Escut quadrilong de punta redona. En camp de gules, un castell d'or amb tres homenatges, maçonat i aclarit de sable. Al timbre, corona reial oberta. | » |

## Bandera
La bandera oficial d'Atzeneta del Maestrat té la següent descripció:
| « | Bandera de proporcions 2:3. De roig, un castell de groc, amb tres homenatges, maçonat i aclarit de negre, al centre. | » |

## Història
L'escut es va aprovar per Resolució de 19 de febrer de 2002, del conseller de Justícia i Administracions Públiques, publicada en el DOGV núm. 4.209, de 13 de març de 2002
Es tracta de l'escut tradicional de la vila, usat si més no des del segle xviii, que representa el castell d'Atzeneta, construcció del segle xi de la qual es conserven tan sols la torre mestra i una ermita.
A l'Arxiu Històric Nacional es conserva un segell en tinta d'Atzeneta de 1876 amb la següent descripció de l'alcalde Francisco Bertran:
| «                                                                                     | (castellà) El escudo que al presente usa este Ayuntamiento lo adoptaron los cristianos después de la conquista de las tropas del Rey D. Jaime 1º. de Aragón y ocupar la fortaleza que defendían los árabes. Consta de una ancha torre sobre la cual se elevan otras tres de menores dimensiones y todas en señal de las que se tuvieron que asaltar para conquistar la población. | (català) L'escut que al present usa aquest Ajuntament el van adoptar els cristians després de la conquesta de les tropes del Rei en Jaume I d'Aragó i ocupar la fortalesa que defensaven els àrabs. Consta d'una ampla torre sobre la qual s'eleven tres més, de menors dimensions, i totes en senyal de les que es van haver d'assaltar per conquistar la població. | » |
| — Adzaneta, 1º. octubre 1876. El Alcalde. Francisco Bertran (Arxiu Històric Nacional) | | |   |

La bandera es va aprovar per Resolució de 18 de desembre de 2015, de la Presidència de la Generalitat, publicada en el DOCV núm. 7.694, d'11 de gener de 2016.